# Museo Camille Claudel
El Museo Camille Claudel es un museo francés que se encuentra en Champagne, Francia. Abrió sus puertas el 26 de marzo de  2017 y muestra el trabajo de la escultora francesa Camille Claudel junto a otras esculturas de su época.

## Historia
De 1902 a 1940 el edificio que ahora alberga al Museo Camille Claudel fue el Museo Dubois-Boucher, en donde se expuso la obra de los escultores Alfred Boucher y Paul Dubois. Durante la Segunda Guerra Mundial, el museo cerró sus puertas debido a los saqueos, y las obras se almacenaron en una galería de esculturas muy deteriorada. El museo reabrió sus puertas en 1975 y, en 1995, la galería de esculturas fue restaurada y reinstalada en un nuevo edificio.
La escultura de Claudel Persée et la Gorgone fue reconocida como interés patrimonial gracias a un patrocinio apoyado por el Fondo del Patrimonio del Estado francés, por la Région Champagne-Ardenne, por el Consejo General de l’Aube y por una suscripción pública organizada por la Asociación Camille Claudel en Nogent-sur-Seine.
La ciudad de Nogent-sur-Seine adquirió la casa en la isla de Saint-Epoing, donde vivió la familia Claudel entre 1876 y 1879. En julio de 2008, las obras de Claudel fueron adquiridas por Reine-Marie París, sobrina nieta de la artista, y por Philippe Cressent. Fue el 16 de diciembre de 2009 que el Ayuntamiento aprobó el principio de utilizar un contrato de asociación público-privado para la transferencia, reestructuración y ampliación del Museo Dubois-Boucher, así que el 23 de abril de 2010 se lanzó una convocatoria pública para un contrato de asociación público-privada. 
El Consejo Municipal autorizó el cambio de nombre de Museo Dubois-Boucher a Museo Camille Claudel el 3 de octubre de 2012. Françoise Magny, conservador en jefe honorario del patrimonio, fue designado como director del proyecto. 
Después de validar el programa científico del Museo Camille Claudel por el Consejo de la Ciencia y la Ciudad de Nogent-sur-Seine, el 28 de junio de 2013 se colocó la primera piedra en presencia de Marie-Christine Labourdette, directora de los museos de Francia. El edificio del Museo Camille Claudel fue diseñado por el arquitecto Adelfo Scaranello. El 28 de noviembre de 2016, el Ayuntamiento aprobó la decisión de terminación por falta de contrato de asociación público-privada y la ciudad tomó posesión del edificio. En 2017 el Museo Camille Claudel fue inaugurado.

## Colección
El museo contiene más de 300 esculturas de finales del siglo XIX y principios del XX , de las que 43 pertenecen a Camille Claudel. Entre ellas están  Las conversadoras, El abandono, El vals, La aurora, La sirena, Perseo y la Gorgona o La implorante.

El vals, 1895
Las conversadoras
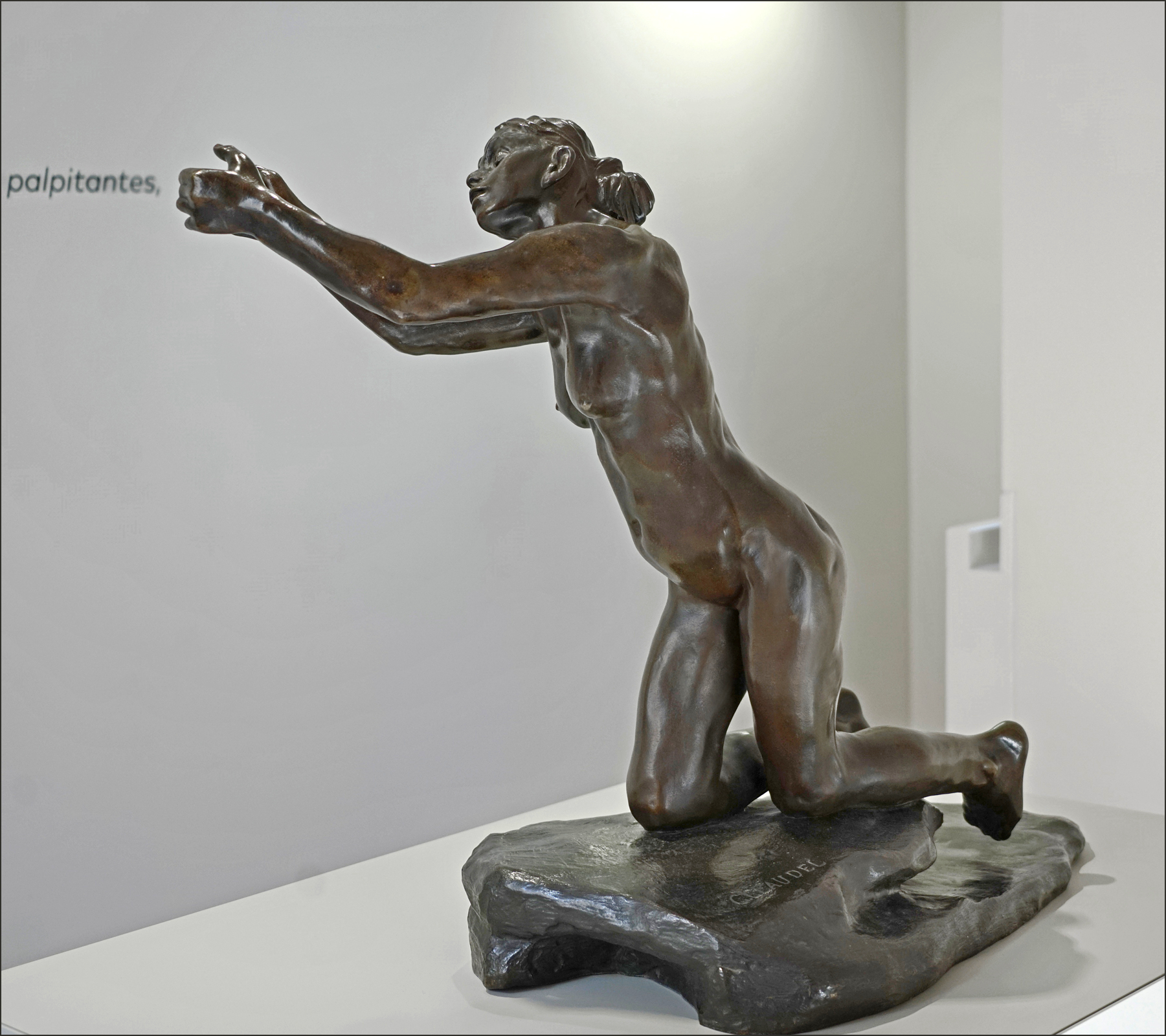
La implorante, 1907
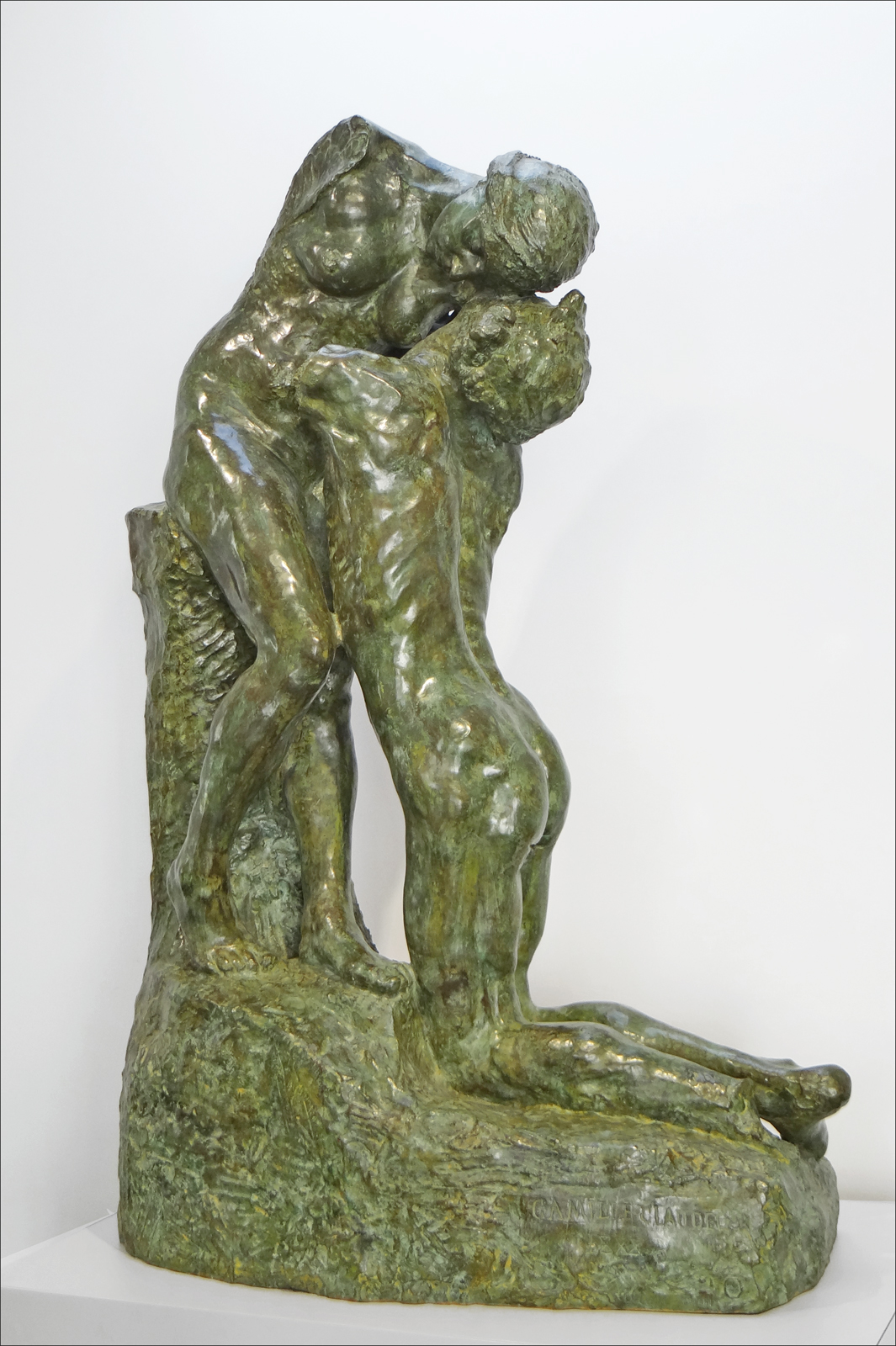
Sakountala
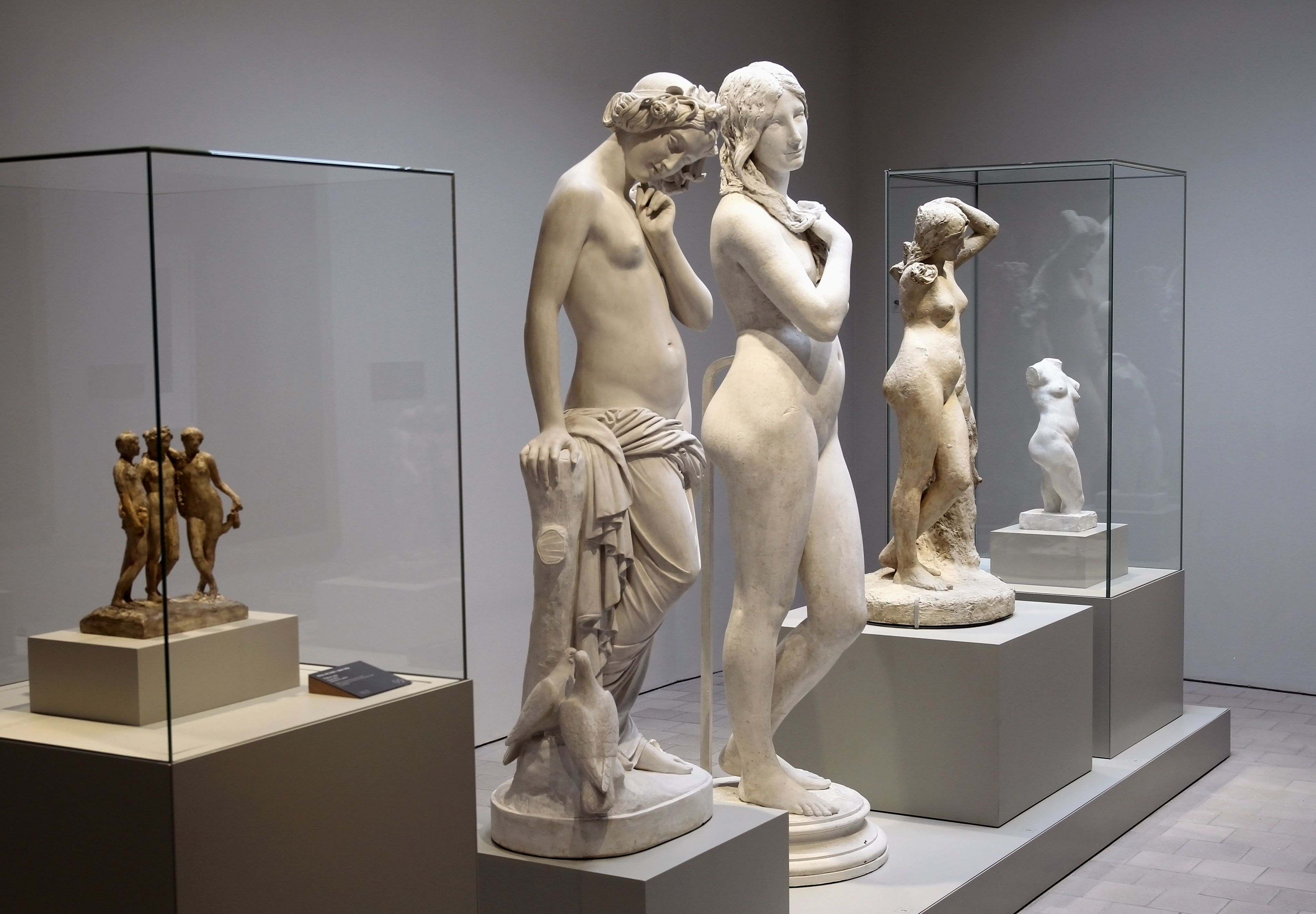
Museo Camille Claudel